# Stanford (Califòrnia)
Stanford és una concentració de població designada pel cens dels Estats Units a l'estat de Califòrnia. Segons el cens del 2000 tenia 13.315 habitants.
És la seu de la Universitat Stanford, i s'hi compten com a residents els estudiants i professors que viuen al campus, encara que alguns edificis es troben dins del terme de Palo Alto.

## Demografia
Segons el cens del 2000, Stanford tenia 13.314 habitants, 3.207 habitatges, i 1.330 famílies. La densitat de població era de 1.869,4 habitants/km².
Dels 3.207 habitatges en un 17,9% hi vivien nens de menys de 18 anys, en un 38,7% hi vivien parelles casades, en un 1,8% dones solteres, i en un 58,5% no eren unitats familiars. En el 23% dels habitatges hi vivien persones soles el 2,5% de les quals corresponia a persones de 65 anys o més que vivien soles. El nombre mitjà de persones vivint en cada habitatge era de 2,22 i el nombre mitjà de persones que vivien en cada família era de 2,73.
Per edats la població es repartia de la següent manera: un 7,2% tenia menys de 18 anys, un 58,5% entre 18 i 24, un 23,7% entre 25 i 44, un 6,1% de 45 a 60 i un 4,4% 65 anys o més.
L'edat mediana era de 22 anys. Per cada 100 dones de 18 o més anys hi havia 119,4 homes.
La renda mediana per habitatge era de 41.106 $ i la renda mediana per família de 88.596 $. Els homes tenien una renda mediana de 67.250 $ mentre que les dones 56.991 $. La renda per capita de la població era de 22.443 $. Entorn de l'11,1% de les famílies i el 21,4% de la població estaven per davall del llindar de pobresa.

## Poblacions més properes
El següent diagrama mostra les poblacions més properes.